# Pythodoris II
Pythodoris II, död 46, var regerande drottning av Thrakien, samregent med sin make, vilken var hennes fars kusin, Rhoemetalces III 38-46 e. Kr. 
Hon var dotter till Cotys III och Antonia Tryphaena. 
Hon var rikets sista monark. Efter henne blev Thrakien en romersk provins.